# 潮澤信號場
潮澤信號場（日语：／ Yabiki Shingō-jō */?）是位於長野縣東筑摩郡明科町，東日本旅客鐵道（JR東日本）篠之井線的號誌站（廢站）。

## 概要

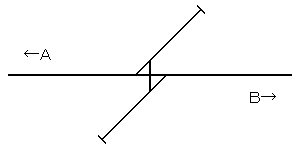
配線圖　A:明科　B:西條

篠之井線西條至明科之間於1902年（明治35年）全線開通時，當時鐵路走線是沿潮澤川旁通過，途經第2·第1白坂隧道。在高度經濟成長期，為了增強運輸力，便設置了此號誌站。
此號誌站是在漆久保隧道出口和第2白坂隧道入口之間，距離明科站4.8公里，西條站4.9公里處（在設置此號誌站時，兩站相距9.7公里，在改經新線後，兩站相距9.0公里），與其他於明科站至篠之井站之間設置的號誌站一樣，號誌站內均設有1座交叉渡線和2條引上線，為一座折返式號誌站。
在新白坂隧道落成後，由於放棄舊走線，使此號誌站被廢除。另外，為了配合未來需要新隧道已經雙線化，使在松本站至篠之井站之間雙線化區間只有田澤站至明科站之間。而該線沒有進一步的雙線化工程。

## 現狀
舊線遺址靠近明科站一方的舊第二白坂隧道變成行人路，此號誌站部分位置也變成行人路。

## 歷史
- 1961年（昭和36年）9月27日：日本國有鐵道（國鐵）篠之井線號誌站啟用[1][2]。
- 1987年（昭和62年）4月1日 - 伴隨國鐵分割民營化，號誌站由東日本旅客鐵道（JR東日本）營運[2]。
- 1988年（昭和63年）9月10日：隨著西條至明科之間變更走線，此號誌站被廢除[1][2]。

## 周邊
- 潮沢川

## 相鄰車站
東日本旅客鐵道（JR東日本）
篠之井線
西條－潮澤信號場－明科

## 注腳
1. 1 2 3 4  信濃毎日新聞社出版部 (编).  増補改訂版. 信濃毎日新聞社（日语：信濃毎日新聞）. 2011-07-24: 340. ISBN 9784784071647 （日语）.
2. 1 2 3 4 5  石野哲 (编). . JTB. 1998: 206. ISBN 978-4-533-02980-6 （日语）.

## 相關項目
- 日本號誌站列表（日语：日本の信号場一覧）